# (443366) 2014 GK46
(443366) 2014 GK46 es un asteroide perteneciente al cinturón de asteroides, región del sistema solar que se encuentra entre las órbitas de Marte y Júpiter.
Fue descubierto el 18 de mayo de 1994 por el equipo del proyecto Spacewatch desde el observatorio Nacional de Kitt Peak.

## Designación y nombre
Designado provisionalmente como 2014 GK46.

## Características orbitales
2014 GK46 está situado a una distancia media del Sol de 2,544 ua, pudiendo alejarse hasta 2,600 ua y acercarse hasta 2,488 ua. Su excentricidad es 0,022 y la inclinación orbital 6,564 grados. Emplea 1482,13 días en completar una órbita alrededor del Sol.

## Características físicas
La magnitud absoluta de 2014 GK46 es 16,50. Tiene 2,387 km de diámetro y su albedo se estima en 0,078.